# Авдеев, Анатолий Фёдорович
Анатолий Федорович Авде́ев (род. 18 октября 1960, Горький, СССР) — советский спортсмен по современному пятиборью, Мастер спорта, Мастер спорта международного класса, Заслуженный мастер спорта СССР (1985), Заслуженный тренер России (2000). Чемпион мира (1985). Победитель I Игр Доброй Воли 1986 года в составе сборной СССР. Участник XXIV Олимпийских игр в Сеуле Южная Корея, занял 35 место в личном первенстве и 5 место в команде.

## Биография
Авдеев Анатолий Федорович родился 20 октября 1960 года в городе Горький. До 18 лет занимался плаванием, выполнил норматив мастера спорта СССР по плаванию.
В 1985 году окончил ГЦОЛИФК (Государственный Центральный ордена Ленина институт физической культуры и спорта).
Выступал за «Буревестник» (Москва), «Динамо» Московская область. Член сборной команды СССР 1982 по 1988 годы.
Неоднократно занимал призовые места на Всесоюзных и международных соревнованиях.

## Олимпийские игры
- На Олимпийских играх 1988 в Сеул 5 место в командных соревнованиях, занял 35 место в личном первенстве.
- Итоговые результаты.

| Место | Спортсмен             | Возраст | Конкур | Фехтование | Плавание     | Стрельба | Кросс         | Сумма |
| 5     | Анатолий Авдеев (URS) | 27 лет  | 680    | 871        | 1324/3.13,75 | 890/189  | 1075/13.50,92 | 4840  |

## Достижения
- Мастер спорта СССР по современному пятиборью.
- Мастер спорта СССР международного класса.
- Заслуженный мастер спорта СССР по современному пятиборью